# 克魯特 (尼任區)
51°3′33″N 32°6′20″E / 51.05917°N 32.10556°E
克鲁特（羅馬化：Kruty）是烏克蘭北部切爾尼戈夫州尼任區克鲁特市镇内的村落及其行政中心。始建於1500年，面積3.39平方公里，海拔高度127米，2001年人口2,350，人口密度每平方公里392.3人，後來估計人口750。1918年此地發生了烏蘇戰爭的著名戰役——克鲁特战役，當中烏克蘭人成功擊退布爾什維克軍。